# Aglaya Zintchenko
Pour les articles homonymes, voir Zinchenko.
 (avril 2020).
Si vous disposez d'ouvrages ou d'articles de référence ou si vous connaissez des sites web de qualité traitant du thème abordé ici, merci de compléter l'article en donnant les références utiles à sa vérifiabilité et en les liant à la section « Notes et références ».
Aglaya Zintchenko ou Sintschenko (en russe : Аглая Олеговна Зинченко, Aglaïa Olegovna Zintchenko), est une pianiste-concertiste russe, chambriste, chef de chant, accompagnatrice et répétitrice, vivant à Besançon (Bourgogne-Franche-Comté, France).

## Biographie

### Études musicales
Aglaya Zinchenko est née le 18 septembre 1979 à Leningrad (URSS), aujourd'hui Saint-Pétersbourg (Russie).
À l'âge de six ans elle commence le piano, d'abord avec sa mère, professeur de piano de l'école d'art pour enfants « Tchaïkovski » de Kolpino, puis avec Helena Gugel (ancienne élève d'Heinrich Neuhaus).
Elle intègre l’école spéciale de musique attachée au Conservatoire (1986–1997). Sa professeur de piano est Natalia Broverman (fille d'Helena Gougel).
Au Conservatoire Rimski-Korsakov de Saint-Pétersbourg, elle étudie le piano avec Leonid Zaychik (un ancien élève d'Helena Gugel et de Pavel Serebriakov), la musique de chambre, l'accompagnement et la pédagogie. Elle poursuit plus tard ses études de perfectionnement à la Hochschule für Musik und Theater München avec Margarita Höhenrieder (en).

### Activités pianistiques
Elle joue, à l'âge de neuf ans, son premier concerto avec l'orchestre symphonique de Nijni Novgorod, sous la direction de Vladimir Siva (Haydn, Concerto en ré majeur op. 37). Jusqu'à son départ en Allemagne, elle a joué dans toutes les salles de concert de Saint-Pétersbourg. Durant et après ses études au Conservatoire, elle y travaille comme pianiste-accompagnatrice des classes de direction d’orchestre pour opéras et symphonies (Ilia Moussine, Leonid Korchmar et Alexandre Polichtchouk), de la classe de chant (Georgi Selesnew) et de la classe de direction de chœur (Tatiana Nemkina).
Une situation économique critique l'incite à migrer et l'Allemagne (qu'elle connait pour y avoir séjourné de nombreuses fois) lui semble la meilleure solution. Elle s'installe à Munich en 2003. Peu à peu son activité principale devient de donner des récitals et créer ses propres projets musicaux. En plus, elle joue régulièrement pour le MIR (centre de la culture russe à Munich) et pour le Pianistenclub München. Elle se produit également en soliste avec orchestre (Herkulessaal et Théâtre Cuvilliés de la Résidence de Munich, Carl-Orff-Saal du Gasteig) ,. Parallèlement, elle accompagne plusieurs master classes, entre autres celles de Cheryl Studer (chant), est engagée comme chef de chant à Bayreuth et à Saint-Pölten (Autriche), travaille comme accompagnatrice de la classe de violon (Christoph Henschel) au Leopold-Mozart-Zentrum de l'Université d'Augsbourg .
Pour raison familiale, depuis août 2014 elle vit à Besançon (France). Elle continue de créer des cycles de récitals. Elle poursuit également ses fonctions d'assistance dans les masters classes pour violon et violoncelle de l’Arosa Music Academy à Arosa (Suisse), depuis 2011, et, à la suite de l'invitation de Julius Berger, en 2018, à l'internationale Sommerakademie Mozarteum à l'université Mozarteum de Salzbourg. Pour la saison 2016 – 2017, elle est engagée au théâtre Mariinsky de Vladivostok (directeur Valery Gergiev) comme chef de chant, pianiste et organisatrice de la saison de musique de chambre. 
En Europe elle a joué au Portugal, en Suisse, Allemagne, Autriche et Italie et participé à de nombreux festivals dont l’Arosa Musik Festival (Suisse), Mozartiade, Kleines Musikfestival dans l'ancienne remise du château de Gauting et Schwabinger Klavierfrühling en Allemagne, Musique à Saint-Hipp, Le Festival des Chapelles Royans Vercors et Les jeux du baroque en France,,,,.

### Activités multiples
Pour survivre autour des années 2000 en Russie un salaire ne suffisait pas. En plus d'étudier et de travailler au conservatoire, elle gagne ce qui est possible de gagner en travaillant comme femme de ménage dans le foyer des étudiantes où elle habite mais aussi comme barmaid, boulangère, manager dans le catering. 
À Munich par curiosité (et habitude) pendant quelque temps elle travaille le soir dans un café en tant qu'assistante cuisinière. Après son premier voyage en Asie centrale avec Christian Funk, ils décident d'écrire des guides de voyage fiables pour les routards. Après plusieurs voyages, trois guides de voyage ont été publiés en allemand.

## Discographie
- 2000 : Trois sonates russes pour piano : Rachmaninov Nr. 2, Medtner Nr. 5, Smelkov Nr. 4 (M-Records)
- 2002 : Wagner : Transcriptions de Liszt pour piano et Wesendonck-Lieder avec Olga Petrussenko, soprano (M-Records)
- 2009 : Tchaïkovski, Concerto Nr. 1 en si bémol mineur op. 23, enregistrement public à l'Herkulessaal de la Résidence, Munich (Symphonische Akademie – Patentorchester München)
- 2009 : Rachmaninov, Concerto Nr. 3 en ré mineur, enregistrement public au Cuvilliés Théâtre de la Résidence, Munich (concierto münchen e.V.)

## Réalisations musicales
Elle crée de nombreux projets, entre autres :
- Sonntags in Nymphenburg : trois années de séries de récitals et de musique de chambre avec des solistes du Münchner Philharmoniker, du Symphonieorchester des Bayerischen Rundfunks et du Bayerisches Staatsorchester[11].
- Russische Klassiker (Les classiques russes) associant musique et littérature, réalisés avec Wolf Euba, célèbre voix de la Bayerischer Rundfunk[12],[13].
- Das besondere Frühstück (Le petit déjeuner spécial) : 17 éditions de concerts données dans des maisons privées, souvent avec des musiciens amateurs, pour maintenir la tradition de Musizieren (jouer la musique) ensemble, sans la pression du concert et avec une attention particulière sur la musique peu connue dans les programmes thématiques[14].
- Les Dimanches russes : sept concerts thématiques pendant une saison, dédiés a la musique russe[15],[16]
- Les Saisons : quatre récitals thématiques pendant une saison, avec Les Saisons de Tchaïkovski comme fil conducteur[17]
- 1 heure - 1 œuvre : une formule de concert-conférence pour jouer puis décortiquer et ensuite rejouer une pièce musicale (8 œuvres réalisées).
- Stage au château de Frontenay, avec Pierre Hartmann (contrebasse) et Catherine Lanoir (danse) un stage d'été, qui associe la musique et mouvement de corps[18].

## Publications
- Avec Christian Funk : Moskau & Goldener Ring Reisehandbuch. Iwanowski Verlag, 2007,  (ISBN 978-3933041319)
- Avec Christian Funk : Usbekistan und Kirgisistan mit Tadschikistan. Reise Know-How Verlag Peter Rump, 2010,  (ISBN 9783831718788)
- Avec Christian Funk : CityGuide St. Petersburg. Reise Know-How Verlag Peter Rump, 2e édition 2011,  (ISBN 978-3831720194)